# Östergötlands runinskrifter SvK43L3;175
Östergötlands runinskrifter SvK43L3;175 (tidigare signum: Ög SKL3;175) är tre fragment av en runristad gravhäll från vikingatiden. Materialet är kalksten. Fragmenten finns i magasinbyggnaden vid Vreta klosters kyrka, där de förvaras tillsammans med andra grav- och byggnadslämningar från kyrkan och klostet.

## Translitterering
I Samnordisk runtextdatabas translittereras inskriften som
...ui- : -nu... ...a-...
Avsnittet ...ui- : -nu... finns på ett fragment, och det avslutande ...a-... på ett annat. Till objektet, som det avbildats i Sveriges kyrkor, hör också ett tredje fragment, som saknas på aktuell bild och som enbart innehåller ornamentala ristningslinjer, något som även syns på de runristade fragmenten. Det som idag syns av denna runinskrift möjliggör knappast någon uttolkning och därmed inte heller någon översättning.